# L'ispettore Coliandro
L'ispettore Coliandro è una serie televisiva italiana prodotta dal 2006 al 2021 e trasmessa in prima visione da Rai 2 e RaiPlay.
Diretta dai Manetti Bros., la serie vede protagonista Coliandro, interpretato da Giampaolo Morelli. Ideatore della serie è lo scrittore Carlo Lucarelli: Coliandro – un poliziotto con tratti molto diversi dai tradizionali investigatori della fiction e della narrativa italiana – è una sua creazione e, prima della trasposizione televisiva, negli anni 90 del XX secolo il personaggio era stato il protagonista di alcuni suoi romanzi gialli.
Nonostante sia una serie TV, ogni episodio de L'ispettore Coliandro è girato come film TV a sé stante, alludendo ogni volta a un diverso genere cinematografico e con molte citazioni verso alcuni modelli ispiratori, tra cui le pellicole di genere interpretate negli anni 70 e 80 da Tomas Milian nel ruolo dell'ispettore Nico Giraldi, o i classici polizieschi di Clint Eastwood nei panni dell'ispettore Harry Callaghan.

## Trama
(Tagline della serie televisiva)
Coliandro è un giovane ispettore, in servizio alla questura di Bologna, che si ritrova sempre invischiato suo malgrado in vicende più grandi di lui. Coliandro non si tira mai indietro, ma la sua sbadataggine e la sua incapacità investigativa finiscono inevitabilmente per cacciarlo nei guai.
Nel corso delle sue indagini Coliandro riceve l'aiuto dei colleghi, gli ispettori Trombetti e Gamberini e l'agente Gargiulo, mentre a mettergli costantemente i bastoni fra le ruote ci sono il suo superiore, il commissario De Zan, e la dottoressa Longhi, sostituto procuratore, i quali non hanno mai visto di buon occhio le iniziative personali di Coliandro e non nutrono grande stima di lui. In ogni indagine l'ispettore interagisce con una ragazza diversa, che è in qualche modo coinvolta nel caso da risolvere; Coliandro si prende sempre un'infatuazione per la ragazza di turno e si illude di poter iniziare una relazione sentimentale stabile con lei ma, alla fine della vicenda, il più delle volte si ritrova solo e deluso.
Anche se riesce ogni volta, in un modo o nell'altro, a venire a capo dell'indagine (ma sempre e solo grazie alla sua testardaggine e a provvidenziali colpi di fortuna), nessuno gliene rende mai merito. Alla fine l'ispettore è sempre costretto, suo malgrado, a subire punizioni per via del suo operato giudicato "poco professionale".

## Episodi
| Stagione         | Episodi | Prima TV |
| ---------------- | ------- | -------- |
| Prima stagione   | 4       | 2006     |
| Seconda stagione | 4       | 2009     |
| Terza stagione   | 4       | 2009     |
| Quarta stagione  | 2       | 2010     |
| Quinta stagione  | 6       | 2016     |
| Sesta stagione   | 6       | 2017     |
| Settima stagione | 4       | 2018     |
| Ottava stagione  | 4       | 2021     |

## Personaggi e interpreti
- Ispettore Coliandro (stagioni 1-8), interpretato da Giampaolo Morelli.
- Vice ispettore Trombetti (stagione 1), interpretato da Enrico Silvestrin.
- Sostituto procuratore Longhi (stagioni 1-8), interpretata da Veronika Logan.
- Agente/Ispettore capo Gargiulo (stagioni 1-7), interpretato da Giuseppe Soleri.
- Commissario De Zan (stagioni 1-8), interpretato da Alessandro Rossi.
- Ispettore Borromini (stagioni 1-8), interpretato da Massimiliano Bruno.
- Ispettore Gamberini (stagioni 2-8), interpretato da Paolo Sassanelli.
- Agente Balboni (stagione 2, guest 3), interpretata da Enrica Ajò.
- Sovrintendente/Ispettore Bertaccini (stagioni 3-8), interpretata da Caterina Silva.
- Vicedirigente Paffoni (stagioni 5-8), interpretata da Luisella Notari.
- Sovrintendente/Ispettore Buffarini (stagioni 5-8), interpretata da Benedetta Cimatti.
- Agente Lorusso (stagione 8, ricorrente 6-7), interpretato da Francesco Zenzola.

## Produzione

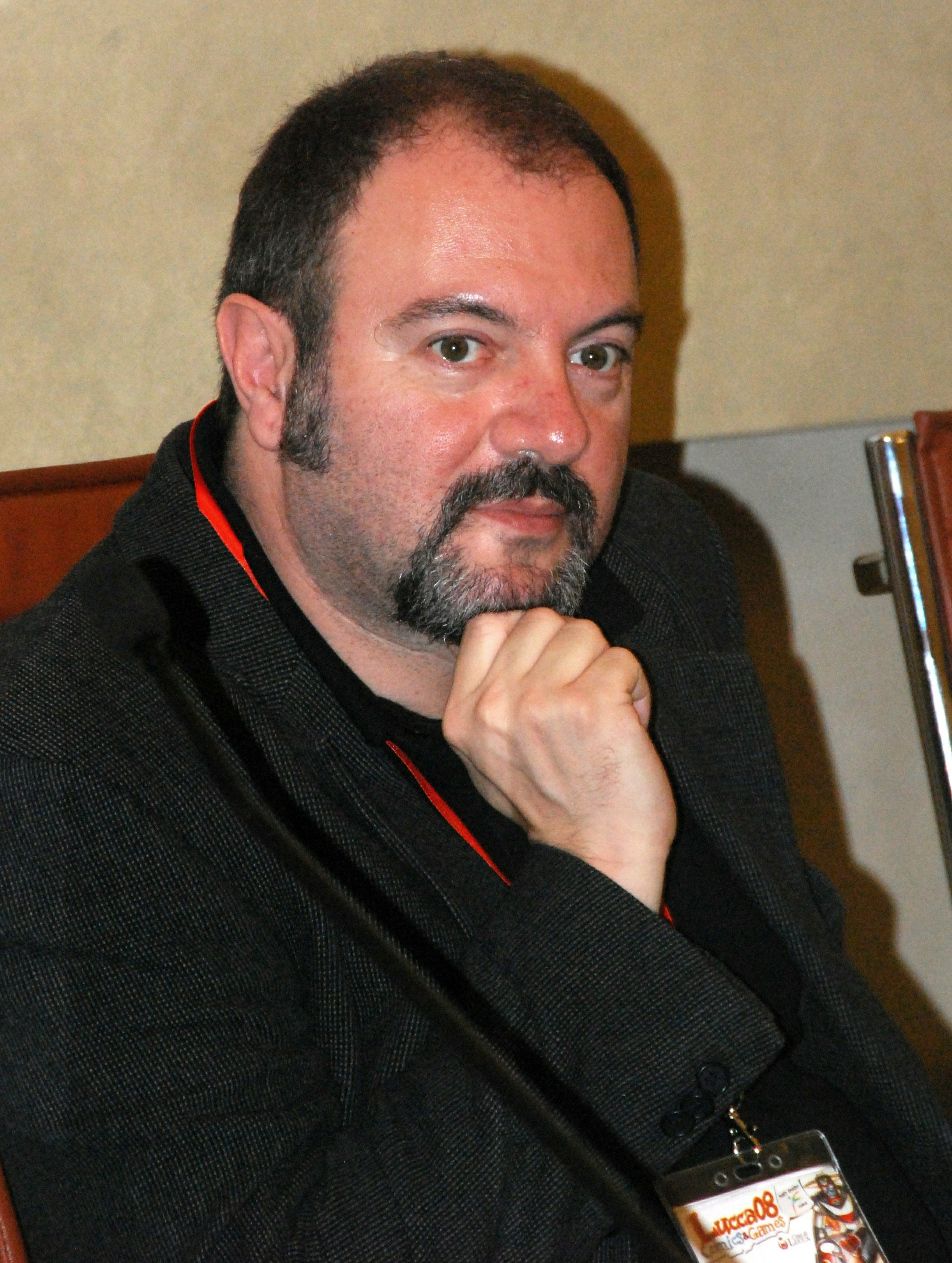
Lo scrittore Carlo Lucarelli, creatore del personaggio letterario di Coliandro e tra gli sceneggiatori della serie.

La serie nasce da un'idea del produttore Tommaso Dazzi, il quale, dopo aver letto Il giorno del lupo di Carlo Lucarelli, romanzo che vede protagonista il sovrintendente (poi ispettore) Coliandro, ha contattato lo scrittore per mostrargli il suo apprezzamento verso l'opera e, soprattutto, per proporgli un adattamento televisivo. Nel 2003 è così partita la realizzazione di un film per la televisione omonimo basato sul libro, prodotto da Dazzi e dalla Rai, sceneggiato da Lucarelli assieme a Giampiero Rigosi e diretto dai Manetti Bros. Dopo questo film TV, la Rai diede il via libera alla produzione di una serie televisiva sulle avventure dell'ispettore, realizzata dallo stesso team di produttori, sceneggiatori e registi.
Nel 2004, completate le riprese della prima stagione e con la serie già venduta all'estero, la Rai decise però di bloccarne la messa in onda e di non programmarla per quasi due anni in quanto lo stile de L'ispettore Coliandro, molto lontano dai canoni classici della fiction italiana (violenza, gergo da strada, turpiloquio, pregiudizi), aveva generato preoccupazione per il suo impatto sul pubblico e sulle forze dell'ordine. La serie fu trasmessa per la prima volta soltanto nel 2006: nonostante l'infelice programmazione nel palinsesto – «la prima stagione fu mandata in onda in pieno agosto. Insomma, non sapevano che farsene», ricorderà a posteriori il protagonista Giampaolo Morelli –, le vicende di Coliandro ottennero a sorpresa un riscontro superiore a ogni attesa, con il pubblico decisamente incuriosito da «uno sfigato che non diventa eroe, ma che riesce sempre in qualche modo a barcamenarsi», tanto da indurre la Rai a dar loro un seguito realizzando una seconda e poi una terza stagione.
Nel corso dell'estate 2009, in coda alle riprese della terza stagione, furono realizzati due episodi (Anomalia 21 e 666) che avrebbero dovuto far parte dei preventivati quattro della quarta stagione; ma il 22 dicembre seguente il consiglio di amministrazione della Rai annunciò che, per problemi di budget, era stata decisa l'esclusione della serie dal palinsesto televisivo, mettendo quindi i due residui episodi in stand-by. Dopo mesi di proteste da parte dei fan (tra cui anche dei veri poliziotti, i quali hanno aperto una pagina su Facebook per protestare contro il taglio degli episodi), la Rai decise di mandare comunque in onda gli episodi già girati, riducendo praticamente la quarta stagione a due soli episodi.
Nonostante ciò, i più che agguerriti fan della serie – «Coliandro non ha dei fan, ma degli ultras!», sintetizza Morelli –, hanno continuato con varie iniziative (compreso un massiccio mailbombing verso i vertici dell'azienda) la loro protesta per far sì che la Rai rimettesse in produzione L'ispettore Coliandro. Inframezzata dal tentativo da parte dei Manetti Bros. e di Morelli – i quali hanno sempre sostenuto attivamente le iniziative della fanbase – di far approdare Coliandro al cinema, coinvolgendo direttamente i fan nella scrittura di un soggetto, nel 2015 la serie viene ufficialmente rimessa in produzione con la realizzazione di una quinta stagione, in onda l'anno seguente. Seguono altre tre stagioni tra il 2017 e il 2021, che consacrano definitivamente Coliandro a personaggio di culto, a vera e propria «icona» della serialità italiana.

### Regia

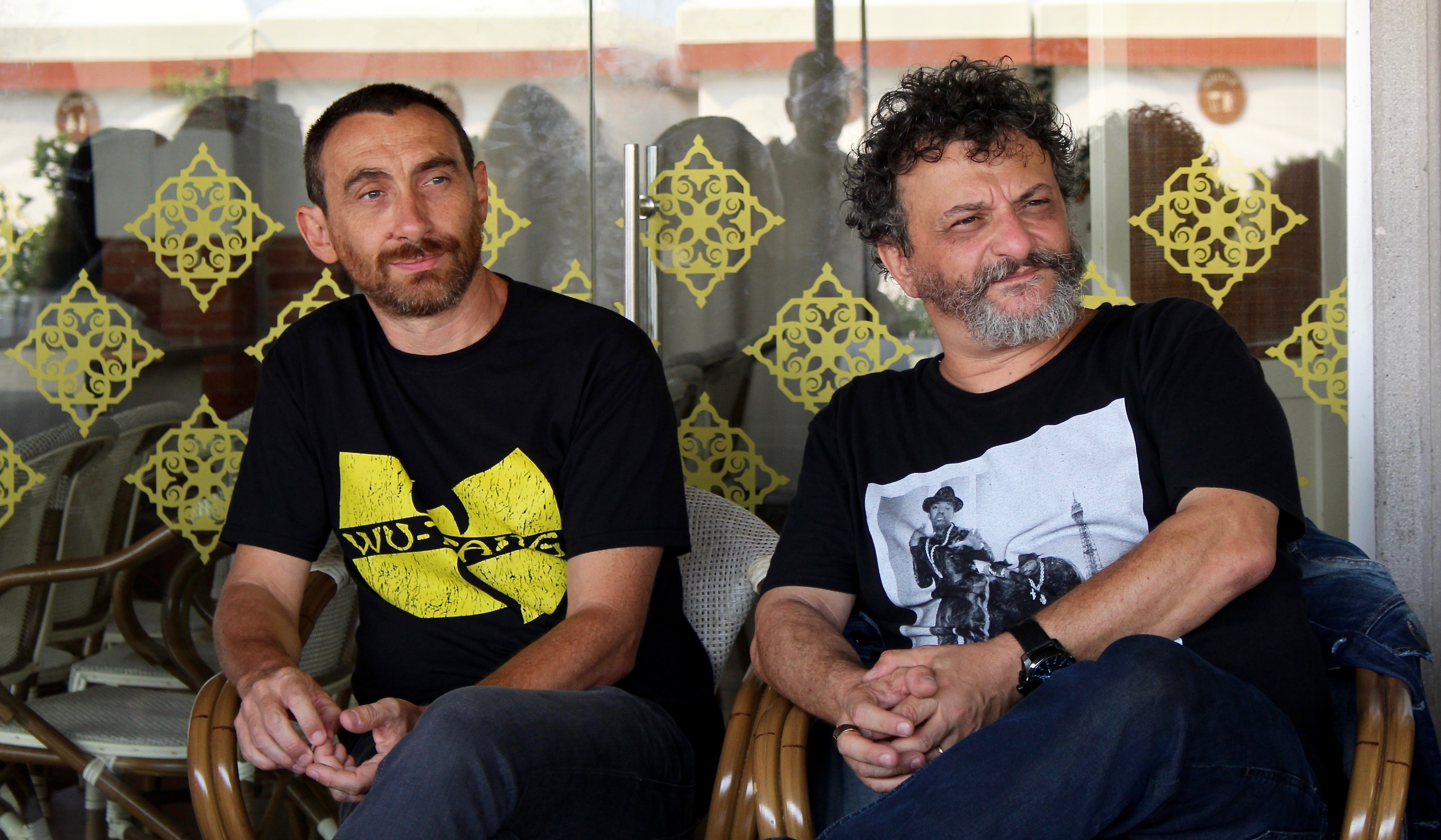
Da sinistra: i fratelli Antonio e Marco Manetti, registi della fiction sotto lo pseudonimo dei Manetti Bros.

La quasi totalità degli episodi della serie è diretta dai Manetti Bros. I due fratelli, ininterrottamente dietro la macchina da presa per tutte le prime sette stagioni, hanno adottato fin dal principio uno stile di regia molto "spericolato", con un uso molto ridotto degli stuntman onde rendere le scene d'azione più autentiche; per questo motivo non sono mancati incidenti sul set, con il protagonista Morelli che in un'occasione è ritrovato con una spalla lussata e un dito rotto, o l'attrice Cecilia Dazzi che per via di uno sparo a salve troppo ravvicinato ha rischiato la vista e l'udito.
Nell'ottava stagione, pur rimanendo i registi di riferimento, per la prima volta i Manetti Bros. cedono la macchina da presa per un paio di episodi a Milena Cocozza.

### Sceneggiatura
Caratteristica degli episodi della serie è l'essere scritti, di fatto, replicando sempre un ben noto canovaccio che non lascia spazio a sorprese: «l'ispettore ficcherà il naso dove non deve, si metterà nei casini, si innamorerà di una donna ovviamente bellissima, verrà scaricato e tutto andrà a finire più o meno bene, con un buon numero di cattivi morti e con l'immancabile incazzatura dei superiori». Una scelta avallata dallo stesso inventore del Coliandro letterario, Carlo Lucarelli, il quale cura anche le sceneggiature televisive, e che in questo senso propende per episodi stand-alone fruibili come «un romanzo o un fumetto di Topolino o Tex Willer».
A fronte di un panorama seriale che dagli anni 2000 in poi fa sempre più affidamento su trame orizzontali, molteplici intrecci secondari e numerosi colpi di scena, paradossalmente il ritorno a una «storia verticale, una serie classica, come i vecchi telefilm» ha portato L'ispettore Coliandro a distinguersi nettamente dai prodotti concorrenti; l'unica novità, l'unica nota di cambiamento da episodio a episodio è rappresentata dal tono della narrazione, da una messa in scena che ciclicamente si appiglia a un diverso genere ispiratorio: come esemplifica lo stesso Antonio Manetti, «quando ha davanti un supercattivo alla James Bond Coliandro sembra essere all'interno di un film di 007, quando ha a che fare con un serial killer sembra quasi muoversi in un film di Dario Argento».
Altra peculiarità del prodotto è la totale assenza di nomi di battesimo per i protagonisti – Coliandro in primis –, tutti identificati con i soli cognomi: anche questa è una precisa scelta di Lucarelli in fase di script, che oltre a palesare la preferenza dello scrittore per «cognomi che sembrano nomi», vuole anche far sì che la serie mostri una stretta aderenza con la realtà, poiché «nelle cerchie lavorative come la polizia (o come a scuola) ci si chiama spesso per cognome». Ciò ha indirettamente dato vita a un discreto battage tra la fanbase della serie, che nel corso degli anni ha speculato attivamente circa la reale identità dell'ispettore. In realtà già nel romanzo Il giorno del lupo viene citato di sfuggita il nome «Marco», poi fugacemente presente, a mo' di easter egg, anche negli episodi televisivi Black Mamba e Yakuza; tuttavia lo stesso Lucarelli ha spiegato essere queste solo delle indicazioni fittizie, in quanto «ad un certo punto, per le schede tecniche, la Rai ci ha chiesto un nome per Coliandro, e così, senza pensarci troppo, abbiamo detto Marco».

### Cast

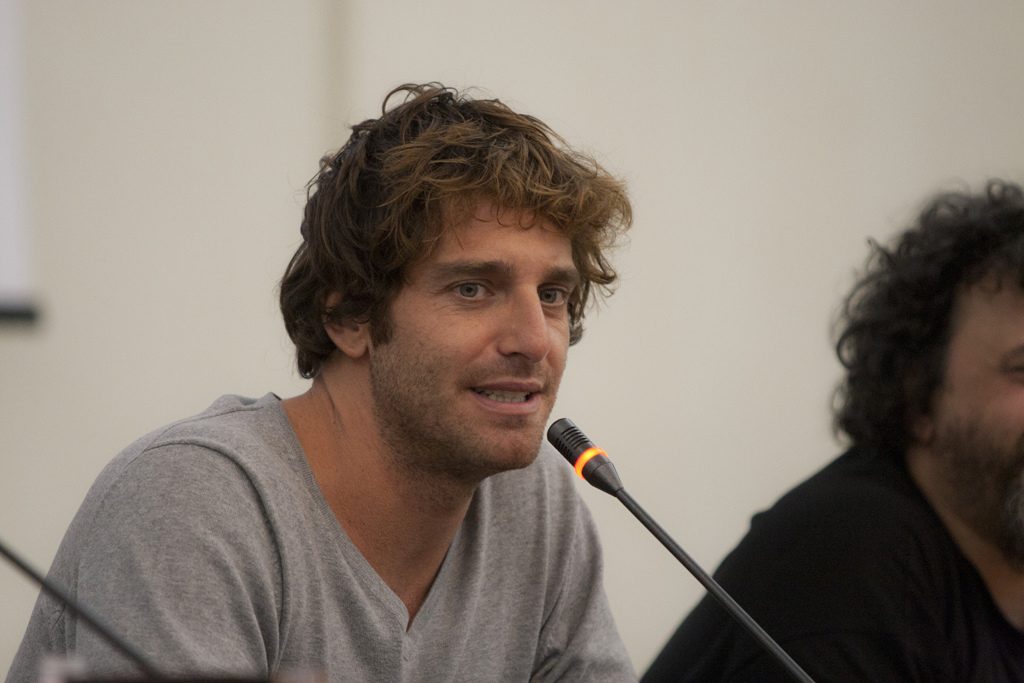
Giampaolo Morelli, protagonista della serie nei panni di Coliandro.

Per la scelta del protagonista, Lucarelli inizialmente non aveva un'immagine precisa dell'attore che avrebbe dovuto impersonare Coliandro, in quanto la sua idea si basava semplicemente sui disegni che aveva realizzato Onofrio Catacchio in occasione della pubblicazione del fumetto omonimo a metà degli anni 90, dove l'ispettore era stato tratteggiato con un volto tagliato e spigoloso alla Clint Eastwood. Al contrario i Manetti avevano personificato fin dal principio Coliandro in Morelli, con il quale si erano già trovati a lavorare in passato. Sicché al momento della scelta di Morelli, Lucarelli si è convinto dal fatto che «appena l'ho incontrato lui mi ha dato la mano "storta", come fanno i poliziotti e i carabinieri, in maniera molto professionale. E ho pensato: "Questo è perfetto". Poi il personaggio si è modellato su di lui».
Morelli ha individuato il successo di un personaggio così atipico nel fatto che «[ognuno di noi] ci si ritrova [in Coliandro], inevitabilmente. E perché tutti gli eroi della nostra TV sono sempre positivi. Non so perché abbiamo perso quel senso un po' cinico della commedia all'italiana: Sordi, Gassman, Tognazzi rappresentavano uomini pieni di difetti, imperfetti. Oggi invece c'è 'sto piattume di personaggi tutti buoni. In Coliandro invece si vede un po' di sana cattiveria» perché «[lui è] un tonto, [...] privo di autoironia, [...] testardo e disordinato, con le incertezze e i pregiudizi. E per questo simile a molti di noi». L'attore ha aggiunto poi, come ulteriore punto a favore, l'annotazione che questa serie «è il primo vero prodotto [televisivo italiano] rivolto ai giovani, un pubblico diverso per il quale è stato pensato un linguaggio diverso, e un personaggio diverso. [...] Le avventure di Coliandro potrebbero essere prese dalla cronaca di tutti i giorni. Come sfogliare un quotidiano. E forse è questo che appassiona lo spettatore». Lucarelli è sulla stessa lunghezza d'onda, spiegando come «l'immagine dell'antieroe [...] mancava tra i poliziotti televisivi conosciuti, che sono sempre "bellissimi". [...] Coliandro invece è proprio un antieroe: è tremendo, sfigato, prende cazzotti dall'inizio alla fine, però è buono e onesto e soprattutto è in grado di cambiare sempre sé stesso, puntata dopo puntata, mutando i propri pregiudizi».

### Riprese

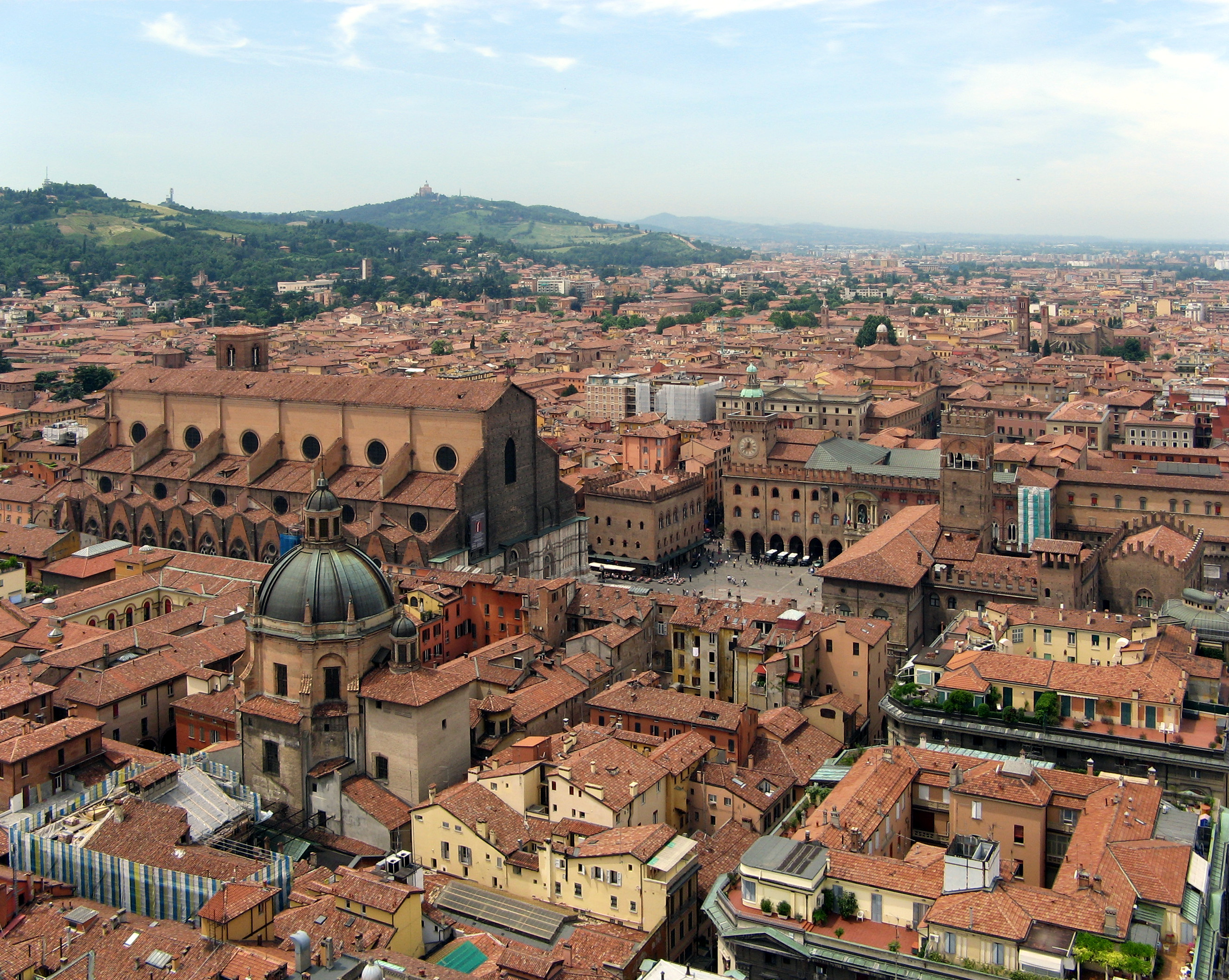
La città di Bologna, location insolita per il poliziesco italiano, fa da sfondo alle indagini di Coliandro.

Come accade nei romanzi, anche nella serie TV è Bologna che fa da sfondo alle vicende dell'ispettore: la città e il suo retroterra sono infatti al centro dei gialli metropolitani raccontati in ogni episodio, i quali affrontano ognuno una diversa problematica della realtà urbana locale. In merito a ciò, Lucarelli ha detto che «Coliandro [è venuto fuori] per raccontare una sorta di metropoli che non esiste, come la Bologna di Coliandro, che ha delle connotazioni molto noir. È uno di quei personaggi che serve a raccontare la società in trasformazione di oggi; è un personaggio che vive per la strada, che vive anche tutti i pregiudizi che ci sono verso la contemporaneità ed è in grado di far vedere dove i luoghi comuni siano tali oppure dove corrispondano alla realtà. È un personaggio molto vivo, che si fa passare addosso tutto quello che succede e quindi può servire a raccontare molte cose».
Il rapporto tra Coliandro e Bologna si è fatto via via più forte nel corso delle stagioni, col fittizio ispettore finito per diventare quasi un simbolo moderno della città emiliana: «C'è gente che va a Bologna e si fa fotografare vicino alla casa di Coliandro, vicino alla Questura, sotto il portico, e mi scrive: "Sono a Bologna, ma non ho visto Coliandro!"», ha raccontato Morelli a tal proposito, sottolineando come Bologna sia a conti fatti «l'altra protagonista» della serie e che, tra il serio e il faceto, «prima o poi, una statua a Coliandro, anche piccola, anche in periferia, vi toccherà farla».

## Colonna sonora
La colonna sonora della serie L'ispettore Coliandro è stata affidata al duo di musicisti Pivio e Aldo De Scalzi, che hanno composto e diretto le musiche di tutti gli episodi, affidandosi alla collaborazione di G-Max e Vittorio De Scalzi per alcuni brani. Il genere scelto spazia dal funky anni 70 all'elettronica, dal jazz al rap.
Oltre a ciò, la serie si è avvalsa episodicamente anche dei contributi musicali di vari artisti italiani, sia della scena nazionale che del panorama indipendente. Tra di loro Neffa che, oltre aver recitato come guest star nell'episodio Il giorno del lupo, ha eseguito una sua canzone inserendola così nella serie (ma non negli album contenenti le colonne sonore). Sono stati inoltre utilizzati ripetutamente, a partire dalla seconda stagione, alcuni brani del gruppo heavy metal italiano Death SS, fra cui Terror, Vampire, Venus' Gliph, S.I.A.G.F.O.M., The Healer, Hi-Tech Jesus e Revived (inedito), e altri di band del panorama underground bolognese come i Malnat e gli In Tormentata Quiete, il cui brano La ballata del cane nero venne scritta appositamente per l'episodio 666. Tra le colonne sonore degli episodi entrano a far parte anche brani editi di cantautori e gruppi italiani come Luca Carboni, Misero Spettacolo e le Bambole di pezza. Inoltre, spesso gli stessi cantanti e le stesse band hanno avuto dei cameo all'interno della serie.
Nel 2005 è stato pubblicato l'album omonimo contenente le musiche utilizzate negli episodi della prima stagione. Nel 2011 è stato realizzato un nuovo disco, un doppio album contenente stavolta i pezzi utilizzati nelle restanti stagioni della serie. Nel 2015 il gruppo Agua Calientes ha inoltre realizzato il brano Sbando che, pur non essendo parte della colonna sonora della serie, è dedicato al protagonista della stessa, contenendo campionamenti della voce dell'attore Giampaolo Morelli.

## Edizioni home video
Dal 2010 dapprima Rai Trade e poi Rai Com hanno distribuito L'ispettore Coliandro nel mercato home video. La serie è stata pubblicata in edizione DVD in cofanetti, ciascuno contenente gli episodi delle rispettive stagioni: nei DVD sono presenti, oltre all'episodio integrale, anche booklet e alcuni contenuti extra.

## Accoglienza

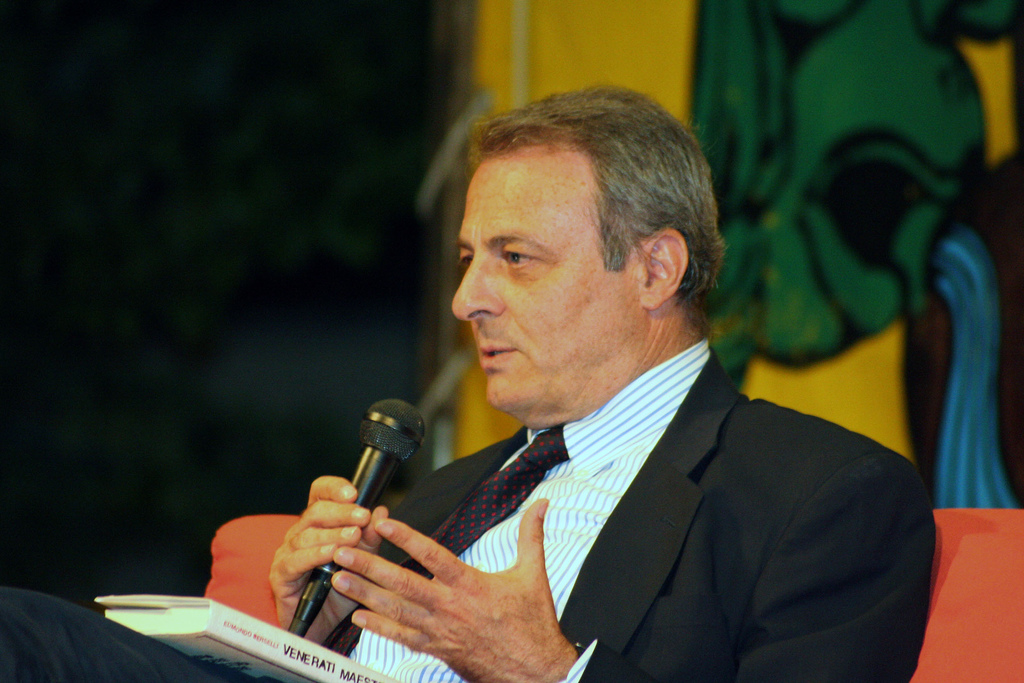
Il giornalista e scrittore Edmondo Berselli ha espresso critiche positive nei confronti della serie, lodandone messa in scena e veridicità.

Aldo Grasso del Corriere della Sera, tra i primi ad occuparsi della serie, non ne è rimasto convinto. Dopo la prima stagione il critico ha commentato che «la figura di un poliziotto cresciuto [...] con i film dell'ispettore Callaghan [...] lascia un po' interdetti». Coliandro viene visto e percepito come un «cane sciolto», e per Grasso è questa la sua pecca maggiore, dato che «non c'è peggior conformista di chi si sente anticonformista». Sulla regia dei Manetti Bros. nota come i due tentino «una regia dal doppio registro: da una parte la storia dell'indagine, dall'altra la consapevolezza linguistica (il ricalco cosciente, la citazione, l'autoironia). Non sempre la miscela funziona», e così «la recitazione, costantemente sopra le righe, finisce per diventare di maniera (gli interpreti sono solo così così)», col risultato che «la leggenda del poliziotto "politicamente scorretto" finisce col diventare di una prevedibilità esasperata».
Nello specifico della seconda stagione, Grasso ha invece criticato l'utilizzo di «storie sinistre e di sinistra, con l'aria di chi racconta un giallo ma fa anche critica sociale impegnata», e con esso la scrittura della serie, descritta come «furbetta e ammiccante», dove il personaggio di Coliandro è costruito «per rappresentare una sorta di controcanto al poliziotto tipico delle serie italiane». Critiche rivolte anche ai Manetti, in cui individua «tutta la presunzione di una certa scuola bolognese, tutto il fraintendimento della mistica del cult e dello stracult», e a Carlo Lucarelli, «troppo impegnato all'edificazione del suo Ego per dire ancora qualcosa di interessante». Gli stessi concetti sono stati da lui ribaditi all'esordio della terza stagione, a proposito della quale ha dichiarato che «L'ispettore Coliandro [...] finge di essere "politicamente scorretto", ma poi delinquenti e violenti sono sempre fascisti, e i poliziotti, invece, molto progressisti», mentre la recitazione «approssimativa» viene «trattenuta e mascherata da alcuni preziosismi registici, al limite però della leziosità», nonché da numerose citazioni. In definitiva per Grasso il personaggio Coliandro «è tutto "meta", dalle t-shirt alla suoneria del cellulare, dai continui rimandi alla serialità americana al calco citazionario di Per un pugno di dollari».
Antonio Dipollina della Repubblica ha invece espresso entusiasmo per la serie, dichiarando come il prodotto, fin dall'inizio, sia «ottimo, godibile, diverso dal solito – soprattutto nella regia dei Manetti Bros. – e degno di quella (ampia) fascia di pubblico che dalla TV si è staccata da tempo abbandonando ogni speranza», e aggiungendo in seguito che «è tra i rari prodotti che danno tono e colore alla programmazione in fiction di casa nostra». In occasione della protesta dei fan per la cancellazione della serie, Dipollina ha commentato che, anche se «ostentare troppo la propria diversità non è mai un bene [...] Coliandro va difeso a oltranza anche solo perché non insegue il pubblico con ritmi lenti e spiegazioni sfinenti di quello che succede».
Alessandra Comazzi della Stampa si è espressa anch'ella in maniera favorevole verso la serie, scrivendo in proposito che «i personaggi hanno una loro attrattiva. [...] La prima impressione è un leggero capogiro con nervoso conseguente, poi passa: Coliandro ha un suo fascino». La Comazzi intravede anche una somiglianza col linguaggio dei fumetti, visto che a suo dire «L'ispettore Coliandro è un fumetto sceneggiato. Solo così si possono accettare le mossette e i ringhi di Morelli, "pulotto" onesto, determinato, un po' imbranato, con gli occhiali alla Cobra di Stallone però assai diverso, anche dall'iconografia poliziottesca italiana».
«Ormai Coliandro è un'icona e per un attore è raro interpretare un'icona. [...] I nostri non sono semplici telespettatori, sono dei veri fan: lo sento sulla mia pelle, vedo la gioia con cui mi fermano... una coppia di fidanzati si sono anche messi in ginocchio tanto che ho pensato: "E adesso cosa faccio, li benedico?"»

— Giampaolo Morelli, 2021
Edmondo Berselli sull'Espresso ha a sua volta lodato la serie, e pur sottolineando come il prodotto «va tenuto a distanza dai bambini, se non si vuole che imparino un linguaggio da scaricatori di porto», la sua opinione è che L'ispettore Coliandro «ha un tocco "noir" che può attrarre molto, perché porta le storie al livello della quotidianità e le fa apparire "vere"», concludendo con la considerazione che si tratta di «un buon esempio di poliziesco moderno, televisivamente ben fatto, leggermente ansiogeno: ma questo per un "noir" dovrebbe essere normale».
Dopo la rimessa in produzione a metà degli anni 2010, Giovanni Battistuzzi de Il Foglio si è focalizzato in senso più ampio su come la serie sia diventata nel tempo «uno strano caso di sottocultura di successo», intravedendo in essa una riuscita mescolanza di cultura di massa ma anche raffinata, di politicamente scorretto che tuttavia non scivola mai nel luogo comune, con una regia ricercata ma che non disdegna lo strizzare l'occhio al più popolare cinema action, riuscendo così a unire «in modo trasversale giovani e meno giovani, ground e underground, punk e rap, pop e indy». Tra le poche note negative in questa fase, quella di Andrea Fagioli per il quotidiano cattolico Avvenire, il quale, pur riconoscendo a Coliandro l'essere «una sorta di capostipite dei poliziotti antieroi per eccellenza in voga» nella televisione italiana d'inizio XXI secolo «come Rocco Schiavone e I bastardi di Pizzofalcone», ne ha criticato una messa in scena che farebbe della «volgarità» la sua cifra stilistica e che finirebbe per essere così «il limite di questa serie», spiegando che «l'evitare un certo tipo di linguaggio e di situazioni [...] non toglierebbe nulla a questo personaggio».
Al di fuori della critica specializzata, tuttavia, Coliandro ha incontrato – inaspettatamente, viste le premesse iniziali – i favori degli stessi poliziotti, fino ad essere premiato dal SIULP, la principale organizzazione sindacale di rappresentanza del personale della Polizia di Stato, perché rappresentazione di un poliziotto «più vero del vero, più umano dell'umano, non ci fai sentire soli, ci dai la possibilità di sentirci veri e non di inseguire lo stereotipo degli eroi positivi infallibili».

## Riconoscimenti
- 2008 – Roma Fiction Fest[59]
  - Premio giuria scuola per new talent italiano della lunga serie italiana a Xhilda Lapardhaja
- 2009 – Gala del Cinema e della Fiction in Campania[60]
  - Premio miglior attore di fiction a Giampaolo Morelli
  - Migliore attore di televisione a Giampaolo Morelli

## Citazioni e riferimenti
Nell'episodio Sempre avanti della terza stagione, in uno scambio di battute con Gargiulo, Coliandro cita implicitamente il proprio ideatore, Carlo Lucarelli, alludendo alla sua mimica e alle scenografie dei suoi programmi: «Gargiulo, tu guardi troppi film polizieschi, guardi troppa TV, magari vedi anche quel tipo che spiega e sta sempre con le mani così, con dietro le figure di cartone...»

## Controversie

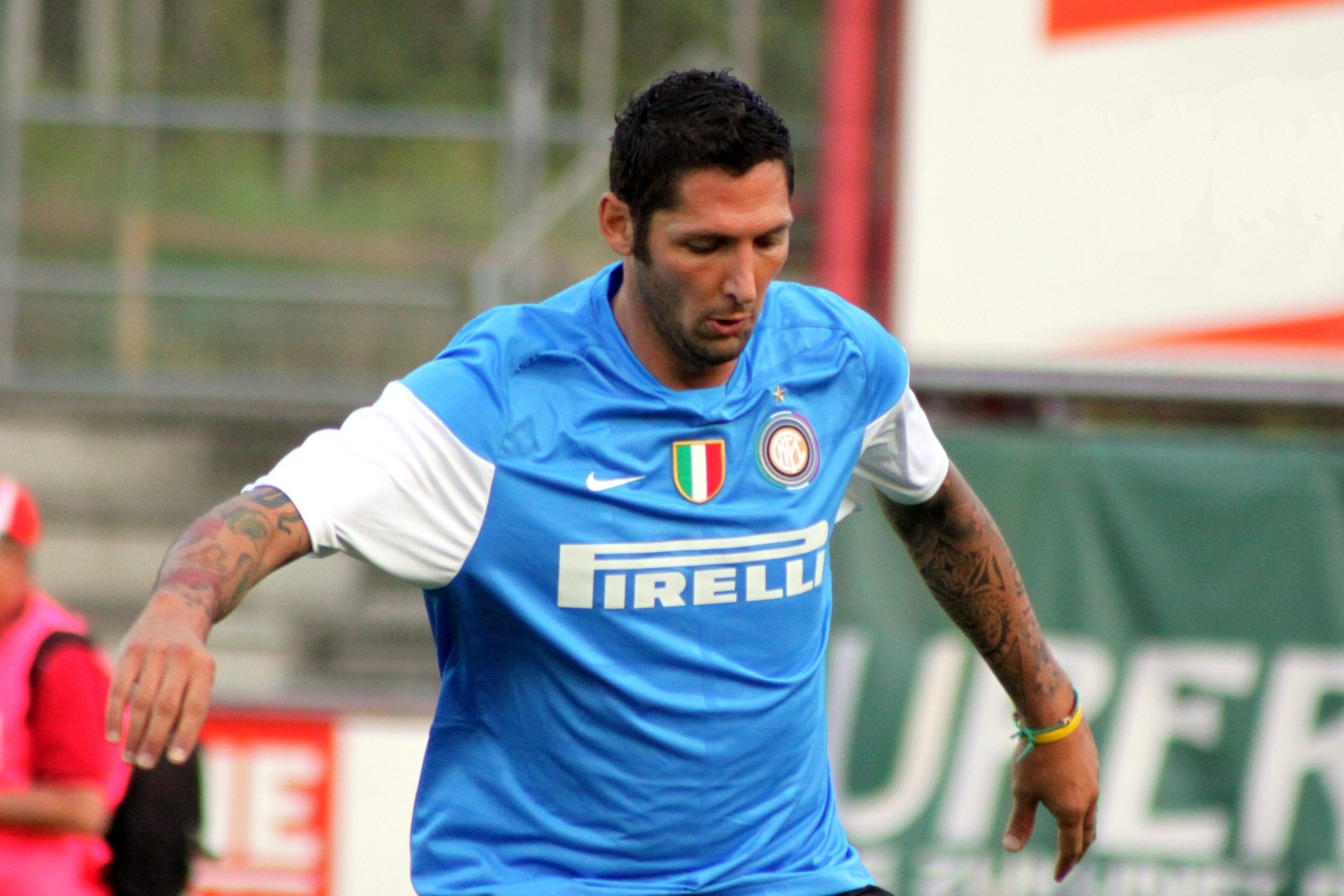
Il calciatore Marco Materazzi ha sporto querela nei confronti della serie per un dialogo ritenuto offensivo.

Nel 2006 l'episodio Vendetta cinese, ambientato nella chinatown bolognese, ha creato polemiche all'interno della stessa per via di come viene descritta in negativo. Carlo Lucarelli ha risposto alle critiche affermando che «il nostro film non voleva in nessun modo essere denigratorio nei confronti della comunità cinese di Bologna e se qualcuno si è ritenuto offeso ne sono profondamente dispiaciuto e gli faccio le mie più sentite scuse [...] Vendetta cinese è un noir, un giallo, come si dice comunemente, e come tale fa quello che fanno i noir, esagera i toni, aumenta i contrasti, crea una caricatura in nero della realtà [...] Il noir dovrebbe servire come spunto di riflessione. Il resto è fiction. Spero che nessuno si senta offeso da Coliandro perché, ripeto, non è affatto la nostra intenzione».
Nel 2009 i Manetti Bros. hanno ricevuto una querela da parte del calciatore italiano Marco Materazzi, per via di una battuta ritenuta lesiva nei suoi confronti, presente nell'episodio Mai rubare a casa dei ladri. La frase incriminata, pronunciata dal personaggio dell'ispettore Borromini (interpretato da Massimiliano Bruno), è: «Quel bastardo di Materazzi si è fatto espellere pure 'sta domenica, e ho perso a fantacalcio...». Materazzi – il quale ha chiarito come il punto centrale della vicenda non sia il luogo comune sull'essere un difensore facile all'espulsione, ma l'uso dell'aggettivo "bastardo" ritenuto offensivo e gratuito – ha chiesto un risarcimento danni pari a 1 euro per ogni telespettatore dell'episodio (che sono stati 2 380 000 circa). Il protagonista Giampaolo Morelli ha risposto in merito: «non era una scena offensiva, anzi: la frase era un omaggio al campione. I personaggi di questa fiction parlano il linguaggio di tutti i giorni. E due tifosi che discutono di calcio al bar non direbbero mai: "Oh, quel birbantello di Materazzi!"».
Nel settembre dello stesso anno l'episodio Sempre avanti ha scatenato forti reazioni da parte dell'estrema sinistra per via della presenza nel cast di alcuni personaggi appartenenti all'estrema destra bolognese, tra cui ragazzi legati al movimento neofascista CasaPound e al gruppo nazirock Legittima Offesa. Il regista Marco Manetti ha replicato che «è stata una precisa scelta artistica e non me ne pento: io difendo il diritto di raccontare il mondo dell'estrema destra così come è, in maniera realistica. Non sarebbe stata la stessa cosa mettere in scena un gruppo di comparse e questo non è un fatto ideologico. [...] Se non si può raccontare il mondo per quello che è, nella sua verità, si finisce nella censura. Io invece credo nella libertà di espressione».
Sempre a seguito della trasmissione dell'episodio Sempre avanti, ambientato nel mondo degli ultras del calcio, la serie è stata oggetto delle critiche del gruppo di tifosi del Bologna Forever Ultras 1974, i quali hanno pubblicato un comunicato in cui affermano che «ancora una volta si è ripetuto lo stereotipo stucchevole dell'ultras inteso come politicizzato, rasato, drogato e sfigato che va allo stadio armato di coltello, ignorando che a Bologna gli ultras godono di ben altra considerazione», aggiungendo che «pur sapendo che si tratta solo di una fiction televisiva, ci sentiamo di esprimerci in modo assolutamente critico nei confronti di chi ha scritto la sceneggiatura e voluto girare le scene sugli ultras, senza tenere in alcun conto il contesto della realtà bolognese. [...] Probabilmente i Manetti Brothers pensano che gli ultras siano stupidi come li hanno dipinti».